# Eugène Stroobant
Eugène Edouard Stroobant ook Eugeen Edward Stroobant (Turnhout, 30 januari 1819 - Brussel, 5 mei 1889) was een Belgisch volksvertegenwoordiger en Vlaamse letterkundige; vriend van Hendrik Conscience. Bij de oprichting in 1886 werd hij lid van de Koninklijke Vlaamse Academie voor Taal- en Letterkunde.

## Levensloop
Stroobant stamde uit een burgerlijk milieu en was een zoon van de Antwerpse handelaar Jean-Liévin Stroobant (1778-1864) en van Marie-Rose Bille (1783-1868), en broer van priester-historicus-missionaris in Engeland Corneille Stroobant (1811-1890). Eugène Edouard trouwde met Marie-Anne Coenaes (1817-1895). 
Hij volbracht zijn middelbare studies in Diest en werd in 1836 notarisklerk in Turnhout. In 1840 werd hij klerk in Brussel, en vanaf 1855 was hij notaris, eerst in Sint-Pieters-Leeuw, vervolgens in Sint-Gillis en ten slotte in Brussel.
Vanaf zijn jeugdjaren was hij geïnteresseerd in de Nederlandse letterkunde en stichtte hij in Diest de literaire kring Trouw en Broederliefde. In Brussel speelde hij een actieve culturele en flamingante rol; hij was een van de initiatiefnemers voor de oprichting van het Nederduitsch Tael- en Letterkundig Genootschap. Hij ijverde voor de heropleving van het Nederlandstalig toneel, vooral in Brussel. Hij was actief in het toneelgezelschap De Wijngaerd, waarvan hij voorzitter was tot aan zijn dood. Hij schreef, bewerkte of vertaalde heel wat toneelwerk. Ook was hij in 1849 medestichter van het Vlaemsch Midden-Comiteit, dat Vlaamsgezinde acties wilde coördineren, maar daar niet in slaagde.
In 1856 werd hij op voordracht van premier Pieter de Decker lid van de door de regering georganiseerde Vlaemsche Grievencommissie, die zich moest buigen over de Vlaamse punten van kritiek tegenover de overheid.
In 1861 werd Stroobant lid van het centraal bureau van het Vlaamsch Verbond, dat de Vlaamsgezinden nationaal wilde organiseren en aan de verkiezingen wilde deelnemen. Dit mislukte echter. Na eerst in 1872 tweemaal vergeefs aan wetgevende verkiezingen te hebben deelgenomen, samen met Hendrik Conscience en Lucien Jottrand, werd hij in 1884 op de lijst van de Kiezersbond van katholieken en onafhankelijken tot lid van de Kamer van volksvertegenwoordigers voor het arrondissement Brussel verkozen, een mandaat dat hij vervulde tot aan zijn dood in 1889.
Eugène Edouard Stroobant en Marie-Anne Coenaes (1817-1895) hadden vijf kinderen: 
- Eugène-Josse (1847-1909): kanunnik van de norbertijnenabdij Tongerlo [2] en pastoor van de Sint-Mattheüsparochie in Hulshout [3].
- Paul (1849-1896): dr. in de rechten, notaris in Brussel.
- Léonie (1857-1918): gehuwd met de Brusselse advocaat Henri Paridant (1860-1936).
- Marie-Virginie (1857-1918): gehuuwd met 1° letterkundige Oscar Coomans (1848-1884), zoon van de kunstschilder Joseph Coomans, en 2° advocaat Henri Paridant.
- Rodolphe (1859-1897): arts.

## Publicaties
- Mijne eerste vlerken, gedichten, Turnhout, 1842.
- Victor Hugo's balladen, vertaeld door Eugène Edw. Stroobant, Antwerpen, 1845.
- Arme Jaek, toneelspel met zang in een bedryf, naer het Fransch van de gebroeders Cogniard, Brussel, 1851.
- De Jaloerschen, blijspel, 1852.
- De Landbouw, lierzang, Brugge, 1853.
- Hulde aen zyne koninklyke hoogheid den Hertog van Braband, Kroonprins der Belgen, ter gelegenheid zyns achttienden verjaerdags, 9 April 1853.
- De Veldwachter, blijspel, 1854.
- Gedichten, 1855.
- Anna of de monenaer van Oud-Turnhout, blijspel.
- De huisraed van Lisa, kluchtspel.
- De Tooneelliefhebbers of de Pryskamp voor uiterlyke Welsprekendheid, blijspel.
- Conscience-Feest, 25 september 1881. Toespraak van den Voorzitter Stroobant, Feestrede door den Voorzitter Van Driessche, Brussel, 1881.